# Тисячі привітань
Тисячі привітань (англ. Thousands Cheer) — американський комедійний мюзикл, мелодрама режисера Джорджа Сідні 1943 року.

## Сюжет
Любові шукають усі — і директор телефонної станції, і проста телефоністка, що працює на ній — і обох після роботи чекають побачення — начальника з вертихвісткою, що шукає від таких зустрічей задоволень, а телефоністки — з багатим абонентом, що дзвонить через її станцію. Але в побаченнях на одному і тому ж місці обов'язково відбудеться плутанина…

## У ролях
- Кетрін Грейсон — Кетрін Джонс
- Джин Келлі — Едді Марш
- Мері Астор — Гіларі Джонс
- Джон Боулс — полковник Білл Джонс
- Бен Блу — Чак Поланскі
- Френсіс Рафферті — Марі Корбіно
- Мері Елліотт — Гелен Корбіно
- Френк Дженкс — сержант Кослак
- Френк Саллі — Алан
- Дік Сіммонс — капітан Фред Ейвері
- Бен Лессі — тихий монах
- Марша Гант — камео
- Маргарет О'Браєн — покупець